# Штеповка (Сумская область)
Штеповка (укр. Штепівка) — село, Штеповский сельский совет, Лебединский район, Сумская область, Украина.
Является административным центром Штеповского сельского совета, в который, кроме того, входят сёла Гутницкое, Руда и посёлок Новопетровка.

## Географическое положение
Село Штеповка находится в верховьях балки Дроздовщина.
На расстоянии в 1,5 км расположены сёла Руда и Яснополье.
По селу протекает пересыхающий ручей с запрудой.
Рядом проходят автомобильные дороги Н-07 и Т-1918.

## История
Возле села Штеповка обнаружены курганы и курганные могильники.
Штеповка получила своё название от основателя её, бывшего сотника сумского полка, Ивана Юрьевича Штепи, которому Царь Алексей Михайлович, около 1670 года жаловал земли между реками Сулою и Пслом.
Первый храм в Штеповке построен был в 1700 году, во имя Рождества Иоанна Предтечи в память Ангела основателю Штеповки.
По переписи 1732 года в Штеповке 281 душа мужского пола подданных подпрапорного Павла Штепенка, 86 душ мужских лебединского сотника Петра Штепы, 159 подданных Григория Штепы, 52 души вдовы Штепиной, 16 работников, школа с тремя наставниками, а всего 597 душ мужского пола. За тем было: в 1750 году 621 муж., 588 жен., в 1770 году 670 муж., 635 жен., в 1790 году 651 муж., 639 жен., в 1810 году 749 муж., 760 жен., в 1830 году 900 муж., 957 жен., в 1850 году 1025 муж., 1145 жен. пола. В 1831 году умерло от холеры 16 человек, а в 1848 году 30 человек.
В начале XIX века село вошло в состав Лебединского уезда Харьковской губернии.
В ходе боевых действий Великой Отечественной войны осенью 1941 года Штеповка имела важное значение как дорожный узел в прифронтовом районе. 28 сентября 1941 года 9-я танковая и 25-я моторизованная дивизии вермахта нанесли удар из района Синевки на Штеповку. После нескольких атак оборона находившихся здесь подразделений 5-й кавалерийской дивизии РККА была прорвана и к вечеру 28 сентября 1941 года немецкие войска заняли Штеповку. Сосредоточив силы, 1 октября 1941 года советские войска начали контрнаступление: с севера ударила 1-я гвардейская мотострелковая дивизия, с востока — 9-я кавалерийская дивизия, в полдень подошла и вступила в бой 1-я отдельная танковая бригада РККА, танки которой обошли немецкие огневые позиции и атаковали их с фланга и тыла. В дальнейшем на этом участке в бой были введены силы 5-й кавалерийской и 1-й гвардейской стрелковой дивизий РККА, и к двум часам ночи 2 октября 1941 немецкие дивизии были разгромлены. В результате операции были отбиты Штеповка и 20 соседних населённых пунктов, отражена попытка немецкого наступления на Сумы через Штеповку.
В дальнейшем, в 1941—1943 гг. селение находилось под немецкой оккупацией.
В ноябре 1968 года в память о сражении 1-2 октября 1941 года на околице села был установлен памятник: танк Т-34 Героя Советского Союза ст. сержанта Т. М. Шашло из 1-го батальона 1-й танковой бригады (который одним из первых достиг села).
Население по переписи 2001 года составляло 1201 человек.

## Объекты социальной сферы
- Детский сад.
- Школа.
- Дом культуры.
- Штеповская специальная общеобразовательная школа-интернат.

## Известные люди
- Гринько Григорий Фёдорович (1890—1938) — революционер, советский государственный деятель.
- Росковшенко, Иван Васильевич (1809—1889) — писатель.